# Puls-Code-Modulation
Die Puls-Code-Modulation, kurz PCM, ist ein Pulsmodulationsverfahren, das ein zeit- und wertkontinuierliches analoges Signal in ein zeit- und wertdiskretes digitales Signal umsetzt.

## Anwendungen
- Bei Sprachcodecs in der Kommunikationstechnik, z. B. beim G.711-Standard.
- In der Videotechnik für digitale Videosignale nach dem Standard ITU-R BT 601.
- In der Audiotechnik bildet PCM die Basis für Digitalaudio-Anwendungen, deren bekannteste die Compact Disc ist.

## Funktionsweise

Abbildung 1: Abtastung, Quantisierung und Codierung des in Rot dargestellten ursprünglichen Signalverlaufes bei einer PCM mit 4 Bit.

Die Umsetzung erfolgt in folgenden Schritten:
1. Abtastung des analogen Signals mittels Pulsamplitudenmodulation (PAM) mit einer zeitlich konstanten Abtastrate. Dabei wird aus dem zeitkontinuierlichen Signalverlauf eine zeitdiskrete Signalfolge gebildet. Zur Erhaltung der Information in der zeitdiskreten Folge ist die Erfüllung des Nyquist-Shannon-Abtasttheorems notwendig. Dies bedeutet, dass die Abtastrate mehr als doppelt so groß sein muss, wie die im Signalverlauf höchste vorkommende Frequenzkomponente ist.
2. Danach erfolgt eine Quantisierung auf diskrete Werte mit endlich vielen Stellen. Die Quantisierung ordnet einem bestimmten Wertebereich ein bestimmtes Symbol zu. Das Symbol ist typischerweise eine Zahl, die für einen Amplitudenbereich steht.
3. Erzeugung des Digitalsignals durch Codierung der einzelnen Symbole. In vielen praktischen Anwendungen wird bei der PCM der Binärcode gewählt.

In elektrischen Schaltungen wird der erste Schritt in Form einer Sample-and-Hold-Schaltung (SH) und die Schritte zwei und drei in Form von Analog-Digital-Umsetzern (ADU) realisiert. In manchen Analog-Digital-Umsetzern ist der SH bereits als Funktionseinheit integriert.
Die Anzahl der möglichen Quantisierungsstufen {\displaystyle n} ergibt sich bei dem Binärcode aus der Anzahl {\displaystyle z} der Bits, die ein Codewort aufweist: {\displaystyle n=2^{z}}. Die Zahl der Quantisierungsstufen bestimmt wesentlich das Quantisierungsrauschen. Je größer die Quantisierungsstufen werden, das heißt je kleiner {\displaystyle n} ist, desto größer ist der entstehende Fehler. In Abbildung 1 ist eine PCM mit einer Dynamik von nur 4 Bit dargestellt, wobei der Fehler deutlich sichtbar ist. In vielen Anwendungen wird zur Quantisierung eine Dynamik von 8 bis zu 24 Bit gewählt.

## Arten der Quantisierung
Die Quantisierung kann linear oder nichtlinear erfolgen.

### Lineare Quantisierung
Bei der linearen Quantisierung sind die Wertebereiche, die einem Symbol zugeordnet werden, gleichmäßig groß. Diese PCM-Art wird Linear Pulse-Code-Modulation (LPCM) genannt.

### Nichtlineare Quantisierung
Bei der nichtlinearen Quantisierung werden größere Signalauslenkungen in einem größeren Wertebereich zusammengefasst und damit gröber aufgelöst. Kleine Signalauslenkungen werden hingegen mit einer höheren Auflösung quantisiert. 
Dabei ist der Vorteil, dass wenn das Signal eine nichtlineare Bedeutung hat wie z. B. beim gehörten Schallpegel, die Codierung dem angepasst ist und man mit der gleichen Datenrate eine höhere Signalqualität erreichen kann. Die als A-law und μ-law bekannten Verfahren verwenden beide eine nichtlineare Quantisierung. Sie werden in der Nachrichtentechnik bei der Digitalisierung von analogen Nachrichtensignalen (Sprache) verwendet.

## Vorteil / Nachteil

### Vorteil
Der Vorteil einer digitalen Signalcodierung, wie PCM sie verwendet, gegenüber einem zeitkontinuierlichen Signal liegt in der höheren Störungstoleranz. Es muss beim Empfänger durch die binäre Codierung lediglich zwischen einem High- und Low-Signal (0 und 1) unterschieden werden können. Die unterschiedlichen Modulationsarten (außer PCM sind auch Pulsamplitudenmodulation, Pulsdauermodulation, Pulsphasenmodulation, Pulsfrequenzmodulation digitale Modulationsverfahren) haben auch eine unterschiedliche „Widerstandsfähigkeit“ gegenüber systematischen oder zufälligen Störungen. Bei PCM-modulierten Signalen können im Gegensatz zu den anderen Modulationsarten sinusförmige Störungen (beispielsweise Netzbrummen) durch Regenerationsverstärker eliminiert werden. Deswegen hat sich dieses Verfahren nicht nur in der Nachrichtentechnik, sondern auch in der klassischen Analogtechnik (High Fidelity) durchgesetzt.

### Nachteil
Nachteil der PCM-Codierung ist eine hohe erforderliche Datenübertragungsrate (bei der Audio-CD ca. 1,4 Mbit/s), weshalb in verschiedenen Anwendungen adaptierte und erweiterte PCM-Verfahren zur Anwendung kommen und die digitale Information mittels Quellenkodierung reduziert wird.

## Erweiterungen
Bei der Differential Pulse Code Modulation (DPCM) wird nicht jeweils der ganze binär codierte Wert gespeichert, sondern im einfachsten Fall nur die Differenz zum vorherigen Wert. Dieses Vorgehen erlaubt geringere Wortbreiten und damit eine höhere Kompression. Die so genannte Deltamodulation stellt dabei einen Sonderfall der DPCM dar, wo die Abtastrate soweit gesteigert wird, bis die Quantisierung auf nur noch 1 Bit reduziert ist und die Differenz eines Abtastwertes nur noch 1 Bit ausmacht. Die Deltamodulation stellt die Vorstufe zur Delta-Sigma-Modulation dar, welche beispielsweise bei höherwertigen AD-Umsetzern zur Rauschformung und zur Minimierung des Quantisierungsrauschen Anwendung findet.
Bei der Adaptive Differential Pulse Code Modulation (ADPCM) wird zur Datenreduktion die Skalierung der Quantisierungsstufen flexibel gestaltet und abhängig vom Signalverlauf angepasst (adaptiert). Dabei schätzt der Algorithmus zur Codierung, wie der nächste Wert aussehen könnte (dieser Vorgang wird auch als Prädiktion bezeichnet), und passt so die Skalierung an. Übertragen wird die Differenz zum geschätzten Wert. Je nach Verfahren kann dabei eine Vorwärts- oder Rückwärtsprädiktion eingesetzt werden, welche die Grundlage zum Linear Predictive Coding (LPC) darstellt.

## Geschichte
Entscheidende Beiträge für die Entwicklung der Puls-Code-Modulation waren die Veröffentlichungen von Claude Shannon über die Kanalkapazität gestörter Nachrichtenkanäle und von Karl Küpfmüller über die Systemtheorie der elektrischen Nachrichtenübertragung.
PCM wurde in den 1930er Jahren unter anderem von den Bell Labs sowie von Alec Reeves entwickelt, der 1938 ein Patent über ein PCM-System mit Samplingrate von 8000 bits pro Sekunde erhielt. Die erste Anwendung erfolgte ab 1943 in einem verschlüsselten Telefonsystem namens SIGSALY. In den 1960er Jahren entwickelten Techniker der japanischen Rundfunkgesellschaft NHK Aufnahmegeräte auf PCM-Basis mit Videoband als Trägermedium. Das japanische Plattenlabel Nippon Columbia war bestrebt, die Qualität der analogen Magnetbandaufzeichnungen zu verbessern und mietete ein Aufnahmegerät von NHK, um Testaufnahmen durchzuführen und entwickelte anschließend ein eigenes Aufnahmegerät. Auch bei der BBC wurden Anfang der 1970er Jahre PCM-Geräte entwickelt.
1971 wurde unter dem Label Denon die erste Aufnahme veröffentlicht, die mit dem PCM-Verfahren digital aufgenommen wurde, ab 1972 folgten Werke klassischer Musik mit europäischen Interpreten (Mozarts Streichquartette KV 421 und 458 mit dem Smetana-Quartett). 1974 erfolgte mit Bachs Musikalischem Opfer (Paillard Chamber Orchestra) die erste PCM-Produktion in Europa. Als 1982 der Marktstart der CD erfolgte, hatte Denon bereits 400 Digitalaufnahmen zur Verfügung.

### Fernsprechnetze
Die digitalisierten Telefonnetze sind der größte Anwendungsbereich der PCM-Technik. Das elektrische Sprachsignal wird analog auf den Frequenzbereich zwischen 300 Hz und 3400 Hz begrenzt und mit einer Frequenz von 8000 Hz abgetastet. Dementsprechend werden 8000 diskrete Momentanwerte pro Sekunde gemessen. Der Bereich der zu übertragenden Signalwerte ist in eine bestimmte Anzahl von Quantisierungsintervallen eingeteilt. Für jeden Momentanwert wird nun bestimmt, in welches Intervall er fällt. Die Nummer des Quantisierungsintervalls wird dann als binär codierte Zahl vom Sender zum Empfänger übertragen. Je größer die Zahl der Quantisierungsintervalle ist, umso geringer wird das Quantisierungsrauschen. Als in den 1960er Jahren die Fernnetze digitalisiert wurden, wählte man die Anzahl der Quantisierungsintervalle so, dass die Quantisierungsverzerrungen praktisch nicht hörbar sind, wenn im Zuge einer Fernsprechverbindung vier Umsetzungen von analog zu digital und zurück auftreten. Das war bei 128 Quantisierungsintervallen der Fall. Deswegen reichten 7 Bit aus, um das jeweilige Intervall anzugeben ({\displaystyle 2^{7}=128}). Für jeden Abtastwert waren 7 Bit zu übertragen, was bei der Abtastfrequenz von 8000 Hz einer Bitrate von 56 kbit/s entsprach. Als dann abgeschätzt wurde, dass bei einer weltweiten Telefonverbindung 14 bis 15 PCM-Analog-Umsetzungen auftreten könnten, beschloss CCITT im Jahre 1969, die Zahl der Quantisierungsintervalle zu erhöhen. Nun wurde 8-Bit-PCM zur internationalen Norm (Recommendation G.711). Das entsprach einer Bitrate von 64 kbit/s. Europa und die meisten nichteuropäischen Länder führten 8-Bit-PCM in der Form des als A-law bekannten Verfahrens ein, Nordamerika und Japan in der Form des μ-law. Internationale Verbindungen führten nun in nationale Fernsprechnetze, die unterschiedlich digitalisierten, was eine Umsetzung erforderte. Die Umsetzung wird realisiert, indem jedes PCM-Codewort des einen Gesetzes durch dasjenige PCM-Codewort des anderen Gesetzes ersetzt wird, das bei der Rekonstruktion des analogen Signals die beste Übereinstimmung ergibt. Die Regeln dafür sind in Recommendation G.711 festgelegt. Mit dieser Umsetzung wird ein Problem der internationalen Fernsprechnetze gelöst.
Die interkontinentale Übertragung von Ferngesprächen benutzt Satellitenstrecken oder Seekabel. Um diese möglichst wirtschaftlich zu nutzen, wird beispielsweise von PCM auf ADPCM mit 32 kbit/s umgesetzt. Beim Mobilfunk sind die Frequenzen für die Telefonie knapp und teuer. Deswegen benutzt der Mobilfunk Codecs mit noch kleinerer Bitrate.